# Ideoblothrus nesotymbus
Ideoblothrus nesotymbus är en spindeldjursart som beskrevs av Harvey och Edward 2007. Ideoblothrus nesotymbus ingår i släktet Ideoblothrus och familjen spinnklokrypare. Inga underarter finns listade i Catalogue of Life.